# Michel Thierry
Michel Thierry (* 29. August 1954) ist ein ehemaliger französischer Skilangläufer.
Thierry startete international erstmals bei den Olympischen Winterspielen 1976 in Innsbruck. Dort belegte er den 61. Platz über 30 km. Zwei Jahre später errang er bei den Nordischen Skiweltmeisterschaften 1978 in Lahti den 55. Platz über 15 km. Im Dezember 1978 wurde er im Telemark zusammen mit Jean-Paul Pierrat und Paul Fargeix Zweiter in der Staffel. Bei den Olympischen Winterspielen 1980 in Lake Placid lief er auf den 44. Platz über 30 km, auf den 31. Rang über 50 km und auf den zehnten Platz zusammen mut Paul Fargeix, Gérard Durand-Poudret und Jean-Paul Pierrat in der Staffel.